# Miloslav Výborný
Miloslav Výborný (* 19. února 1952, Chrudim) je český právník a bývalý politik, v 90. letech a zkraje 21. století poslanec České národní rady a Poslanecké sněmovny za KDU-ČSL, v letech 1996–1998 český ministr obrany, v roce 1998 ministr bez portfeje, v letech 2003–2013 soudce Ústavního soudu, poté soudce Nejvyššího správního soudu. Je otcem lidoveckého politika Marka Výborného.

## Biografie
Absolvoval Právnickou fakultu Univerzity Karlovy v Praze (1970–1975). Rigorózní zkoušku složil až po absolvování vojenské služby roku 1978. Pak pracoval jako advokátní koncipient, do roku 1996 coby advokát v Chrudimi. V 80. letech se stal členem Československé strany lidové. V listopadu 1989 zakládal Občanské fórum v bydlišti a na okrese Chrudim. Ve volbách v roce 1990 byl za KDU zvolen do České národní rady. Mandát za KDU-ČSL obhájil ve volbách v roce 1992 (volební obvod Východočeský kraj).
Od vzniku samostatné České republiky v lednu 1993 byla ČNR transformována na Poslaneckou sněmovnu Parlamentu České republiky. Zde mandát obhájil ve volbách v roce 1996, volbách v roce 1998 a volbách v roce 2002. V letech 1992–1996 byl předsedou ústavněprávního výboru sněmovny, v letech 1995–1996 navíc členem organizačního výboru. V období let 1995–1998 zastával i post předsedy poslaneckého klubu KDU-ČSL. Následně byl v letech 1998–2002 předsedou mandátového a imunitního výboru a členem ústavněprávního výboru. Po volbách v roce 2002 se stal opětovně předsedou ústavněprávního výboru. Působil i jako místopředseda poslaneckého klubu KDU-ČSL. Na poslanecký mandát rezignoval v červnu 2003.
Významnou roli měl na stranické úrovni. Sjezd KDU-ČSL v roce 1995 ho zvolil místopředsedou strany. Opětovně se místopředsedou KDU-ČSL stal i na sjezdu strany konaném v květnu 2001. Zastával i vládní posty. Od 4. července 1996 – do 2. ledna 1998 byl ministrem obrany v druhé vládě Václava Klause. Následně byl od ledna do července 1998 ministrem a předsedou Legislativní rady vlády ve vládě Josefa Tošovského.
Byl aktivní i v komunální politice. letech 1998–2003 působil jako starosta města Heřmanův Městec. Do tamního zastupitelstva byl zvolen za KDU-ČSL v komunálních volbách roku 1994, komunálních volbách roku 1998 a komunálních volbách roku 2002. Do roku 2003 byl členem KDU-ČSL.
3. června 2003 byl jmenován soudcem Ústavního soudu ČR a funkci zastával do 3. června 2013. Od roku 2003 je členem správní rady Univerzity Pardubice, přičemž v období let 2005–2009 byl jejím předsedou. V květnu 2013 jej prezident Miloš Zeman navrhl na další funkční období u Ústavního soudu. Senát ale nedal k jeho znovujmenování potřebný souhlas, Výborný získal jen 36 ze 73 hlasů a jmenování mu uniklo o jeden hlas. Stal se tak prvním kandidátem, kterého Senát Zemanovi zamítl. 17. října 2013 byl jmenován soudcem Nejvyššího správního soudu. V roce 2019 se rozhodl na funkci soudce ke konci roku rezignovat.